# Bleimoschee (Shkodra)

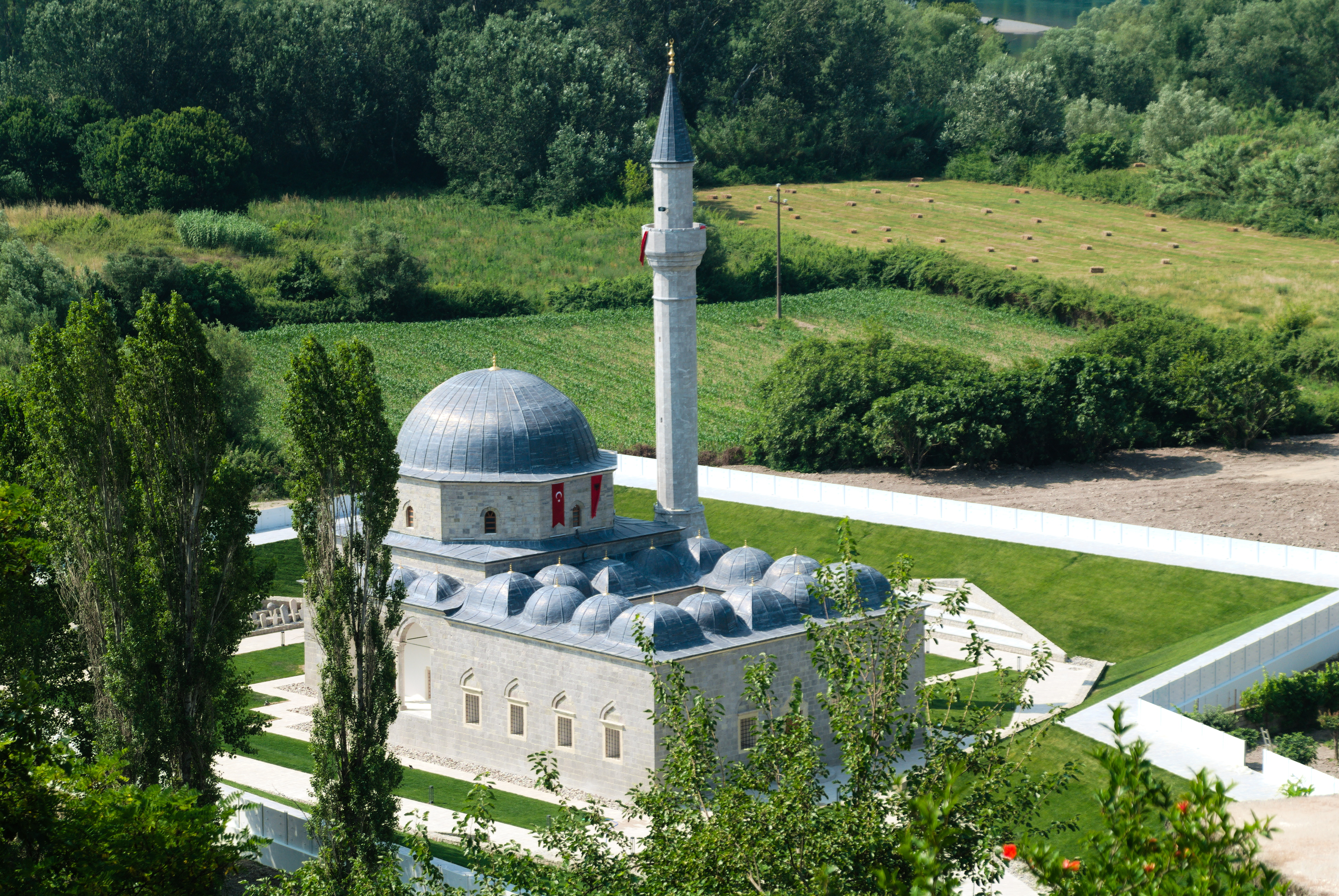
Die Bleimoschee renoviert und mit wiederaufgebautem Minarett im Juni 2025

Die Bleimoschee (albanisch Xhamia e Plumbit) oder Mehmed-Pascha-Moschee ist ein bedeutendes historisches Bauwerk im nordwestalbanischen Shkodra. Seit den Moscheezerstörungen in der sozialistischen Zeit gilt die Bleimoschee als größte historische Moschee des Landes. Ihren Namen verdankt die Moschee den Blei-Kuppeln.
Die Moschee liegt am südwestlichen Rand von Shkodra in einem Gebiet, das heute einen ländlichen Charakter aufweist. Im Westen erhebt sich die Burg Rozafa, 200 Meter südlich fließt der Kir. Aufgrund der Nähe zu den Flüssen Kir und Drin wird das Gelände rund um die Moschee oft überflutet. 

## Geschichte

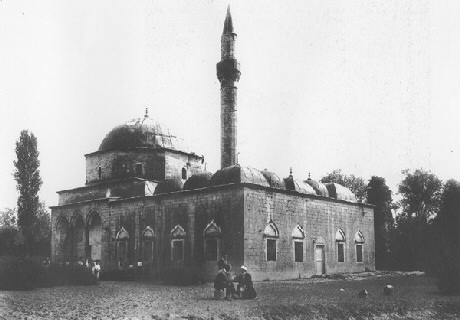
Die Bleimoschee auf einer alten Fotografie, auf der das Minarett noch zu erkennen ist.

### Entstehungszeit
Das Bauwerk wurde 1773 durch den albanischen Pascha Mehmed Bushati, einem berühmten Mitglied der adligen Bushati-Familie, erbaut, der in dieser Zeit Wesir des Paschalik Shkodra war. Er erhoffte sich dadurch, dass sein Geburtsort den Charakter einer Hauptstadt bekomme. Laut einer Legende soll Mehmed Bushati jeden Tag von der Festung Rozafa aus zur Moschee gegangen sein, um den Baufortschritt zu beobachten. Der erste Imam der Moschee war Haxhi Ahmet Misria, welcher ägyptischer Herkunft war. Er kam nach Albanien, nachdem er Kontakte zu Mehmed Bushati hatte.
Die Moschee wurde während ihrer Geschichte mehrere Male renoviert, so in den Jahren 1863, 1920 und 1963.

### Schäden
Nach der großen Flut von 1865 war die Moschee lange verwüstet. Während der 1900er Jahre wurde sie einige Male stark beschädigt, so unter anderem als das Blei der Kuppel gestohlen wurde. 1916 wurde auch das verbleibende Baumaterial der Bleikuppel von österreichisch-ungarischen Besatzungstruppen entfernt.
1967 wurde das Minarett, welches zuvor 1920 von Xhelal Bushati, einem Nachfahren von Mehmed, renoviert worden war, durch einen Blitzschlag oder dem damaligen revolutionären Mob in der kommunistischen Diktatur unter Enver Hodscha stark beschädigt. Nur dessen Sockel blieb erhalten.

### Schließung der Moschee
1967 wurde die Moschee, wie auch andere religiöse Institutionen im Land, geschlossen, nachdem der kommunistische Führer Enver Hoxha Albanien zum ersten atheistischen Staat der Erde erklärte. Fortan war jegliche Religionsausübung verboten. Obwohl viele Moscheen während dieser Zeit durch das Regime zerstört wurden, blieb das Bauwerk als einzige der 35 Moscheen Shkodras erhalten, wohl wegen einer Erklärung zum Kulturdenkmalschutz von 1948. Dennoch verfiel das gesamte Gebäude sowie seine Umgebung mit der Zeit.

### Postkommunismus und Wiedereröffnung

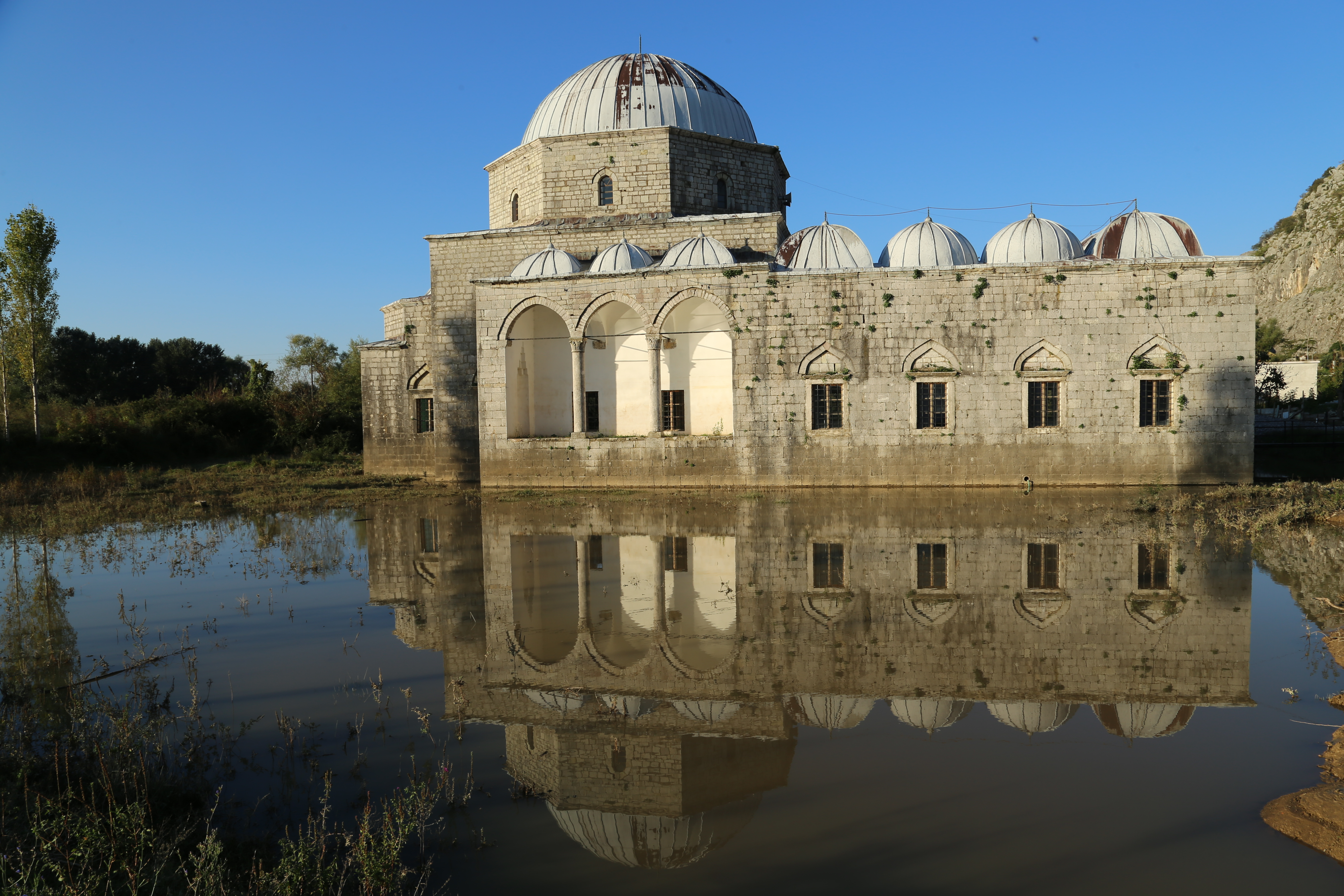
Die Bleimoschee im Oktober 2013 vor der Restaurierung

Am 16. November 1990 wurde die Moschee, als das Religionsverbot wieder aufgehoben wurde, wieder geöffnet. Der erste islamische Gottesdienst im Land fand in dieser Moschee statt, als der Hodscha Hafiz Sabri Koçi das Gebet nach 23 Jahren wieder öffentlich für die Gemeinde leitete. Am 2. April 1991 jedoch, bei Unruhen nach den ersten freien Wahlen, wurden Gläubige in der Moschee von Paramilitärs beschossen.
Das die Moschee umgebende Grundstück, welches Teil eines alten Kulturensembles in der Nähe der Festung und der alten Brücke von Bahçalek war, wurde an einen Eigentümer verkauft.
Das Institut für Kulturmonumente in Tirana erklärte 2011, das Gebäude binnen weniger Monate mit kuwaitischer Hilfe restaurieren und die Umgebung der Moschee erneuern zu wollen. An der Initiative zur Restaurierung hatten sich auch lokale Katholiken beteiligt. Gewisse Arbeiten wurden dann ausgeführt. So wurde die Moschee innen gestrichen, das Minarett jedoch nicht wieder aufgebaut. 2013 stand die Moschee nach schweren Niederschlägen erneut unter Wasser. 2024 wurde das Minarett schließlich bei den Restaurierungsarbeiten mithilfe des türkischen Allgemeinen Direktorats der Stiftungen (Vakıflar Genel Müdürlüğü) wiederaufgebaut. Auch das Umfeld, wo ein Friedhof mit zahlreichen historischen moslemischen Grabmalen war, wurde umgebettet, um zukünftige Flutungen der Moschee zu verhindern.

## Bauweise

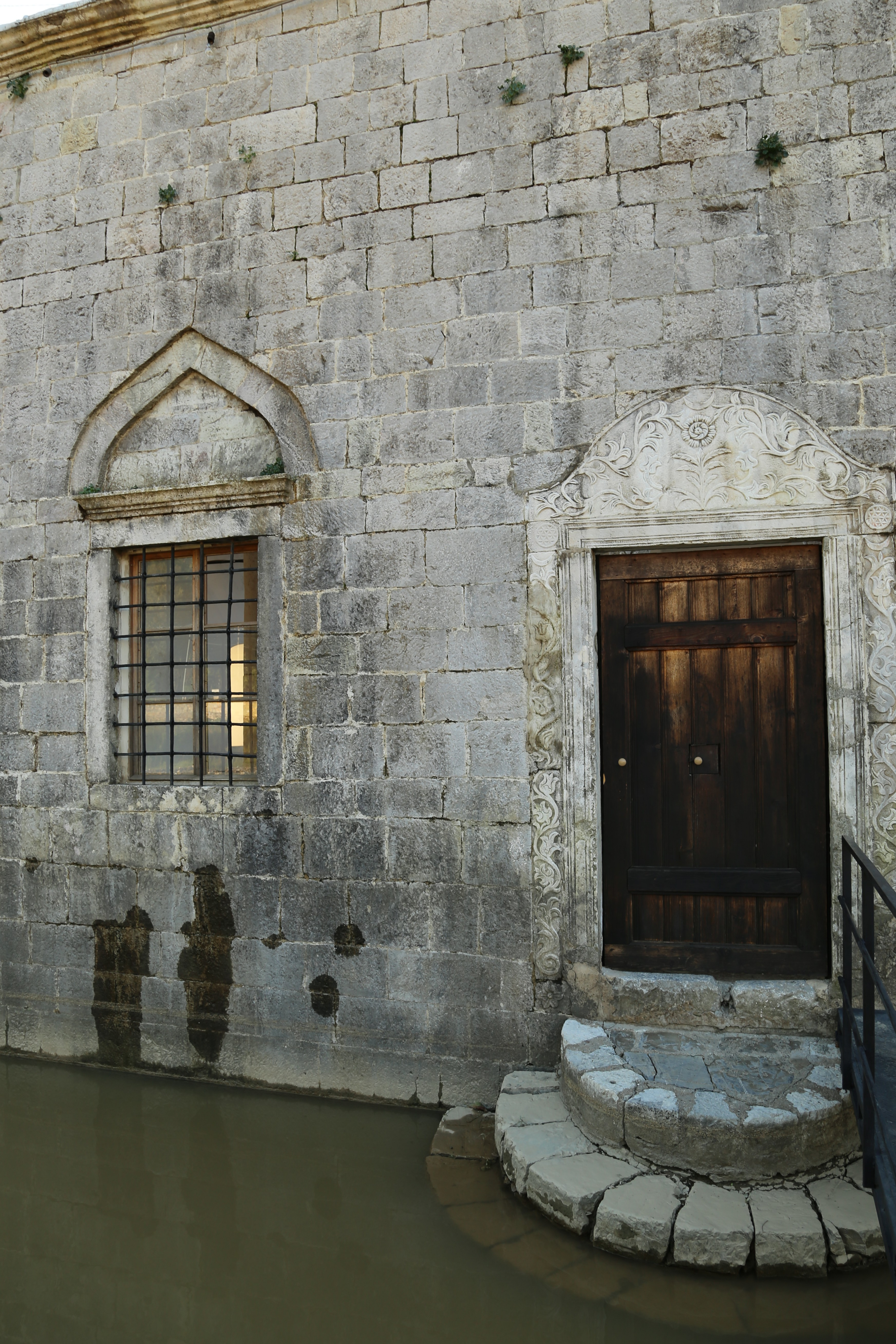
Der Haupteingang auf der Nordwestseite

Das Gebäude hat eine osmanische Architektur und ähnelt der klassischen des 16. Jahrhunderts, die vom Architekten Mimar Sinan maßgebend beeinflusst wurde. Es handelt sich um eine Einkuppelmoschee, die um eine Apsis verlängert ist, in der der Mihrab steht. Auf den Seiten hat es je einen von zwei respektive drei Kuppeln bedachten Portikus.
Dem Betraum vorgelagert ist ein Hof, der etwa 12,5 auf 13,8 Meter misst und auf allen Seiten von einem Umgang umgeben ist, der von kleinen Kuppeln überdeckt wird. Ein solch aufwändig gestalteter Vorhof ist in Albanien einzigartig.
Die Bausteine der Moschee haben alle die gleiche Größe, was besonders die symmetrische Bauweise kennzeichnet. Diese Steine wurden aus den nahegelegenen Dorf Gur i Zi von Leuten gebracht, die sich kilometerweit auf den Weg machten, um die Baustelle zu erreichen. Vom Minarett, das ursprünglich eine verzierte Scherefe (Balkon) sowie ein Dach mit Bleistiftspitze hatte, war nur der Sockel vorhanden, dessen Treppe war vor dem Wiederaufbau des Minaretts mit Blei überdacht. Die wiederaufgebaute Scherefe ist schlichter gehalten.

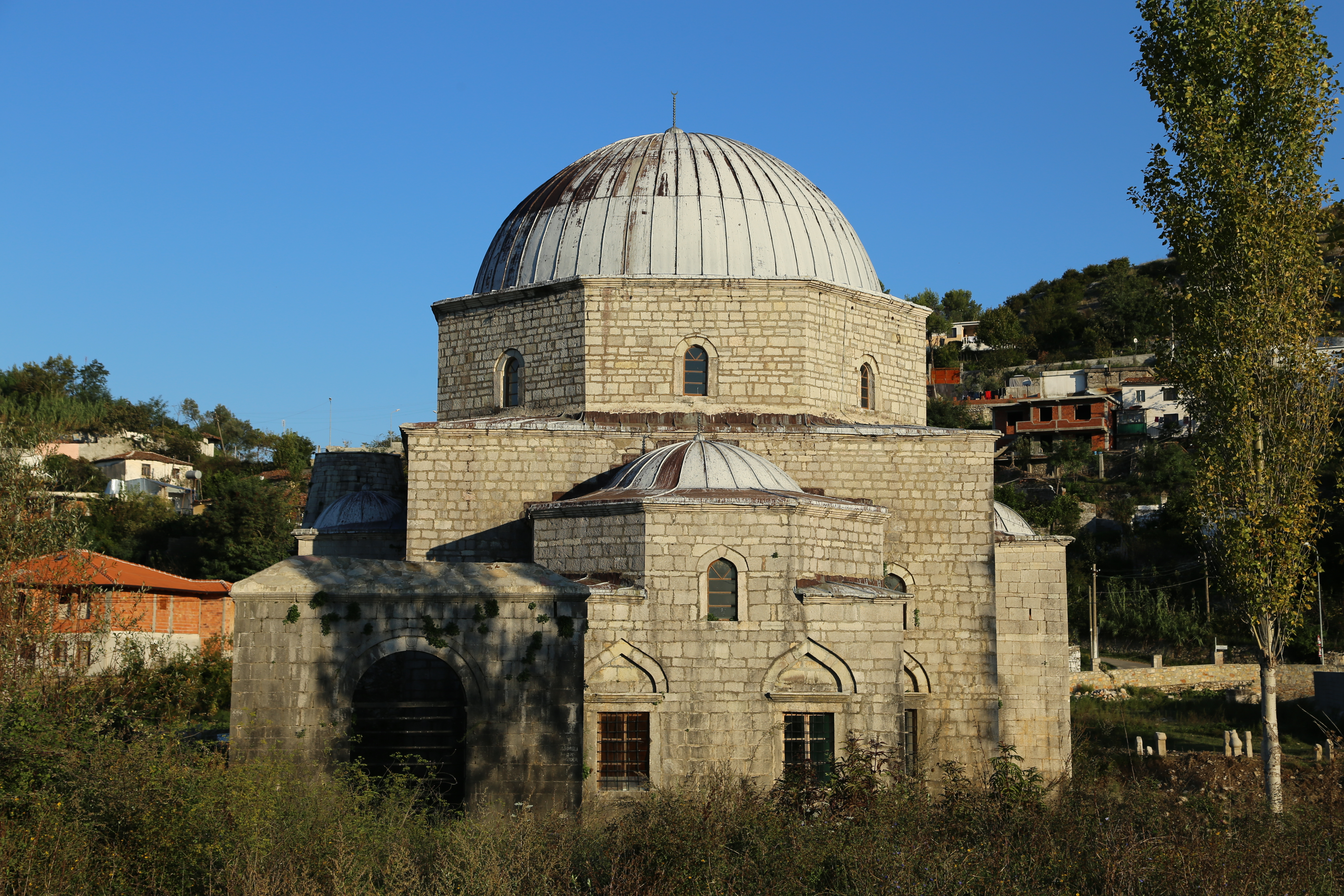
Anblick der Südfassade mit Apsis im Vordergrund
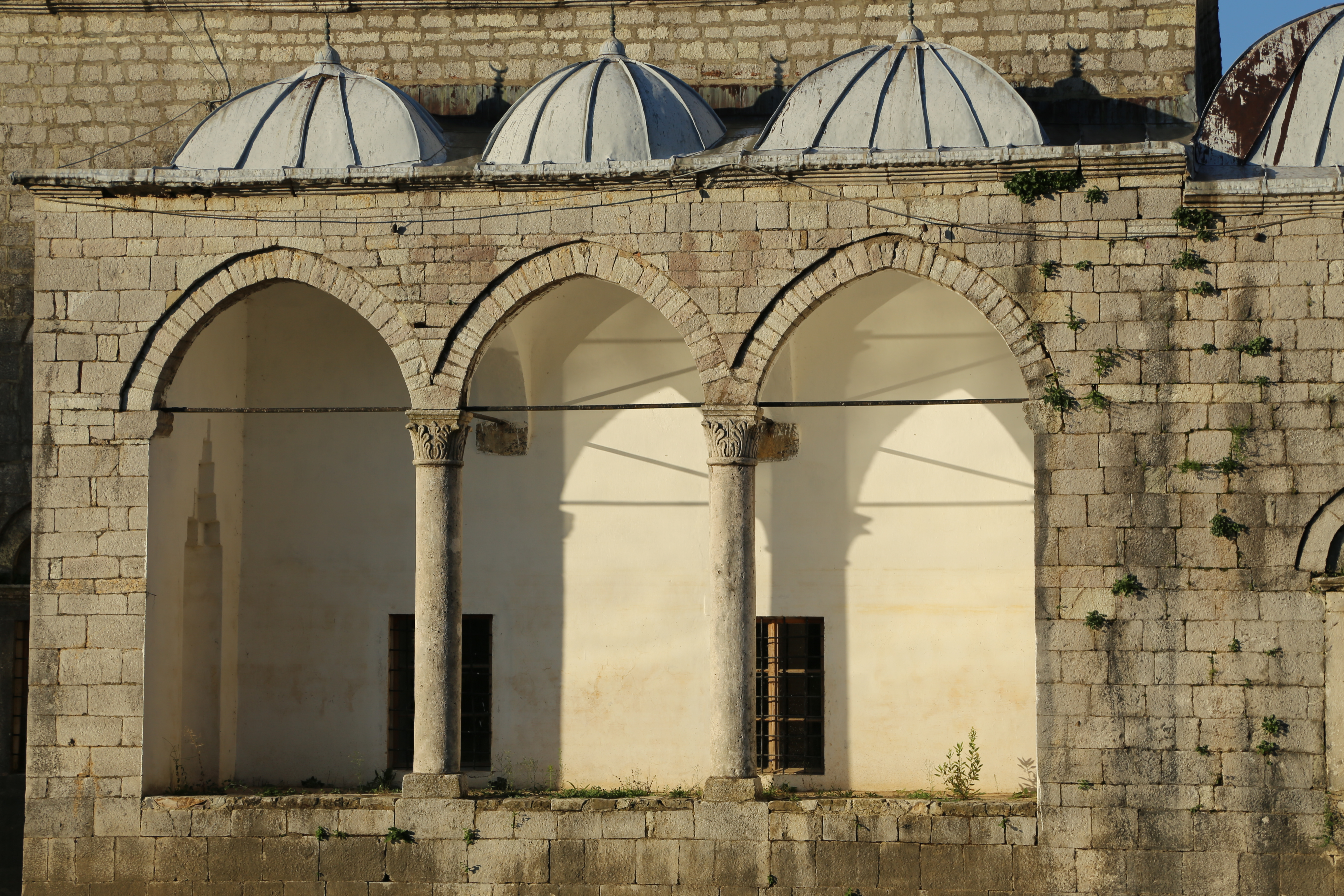
Nahaufnahme des östlichen Portikus
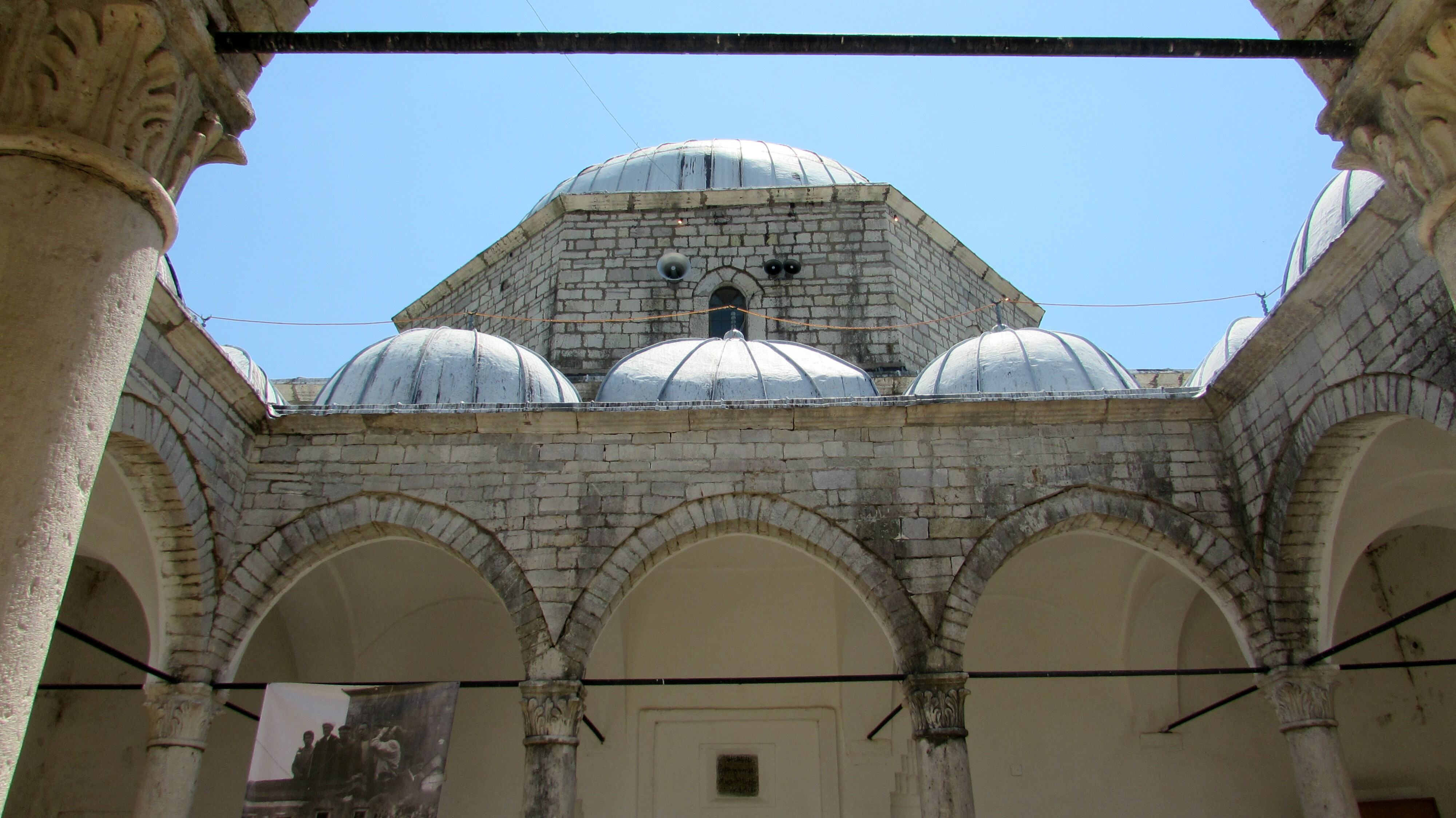
Hof
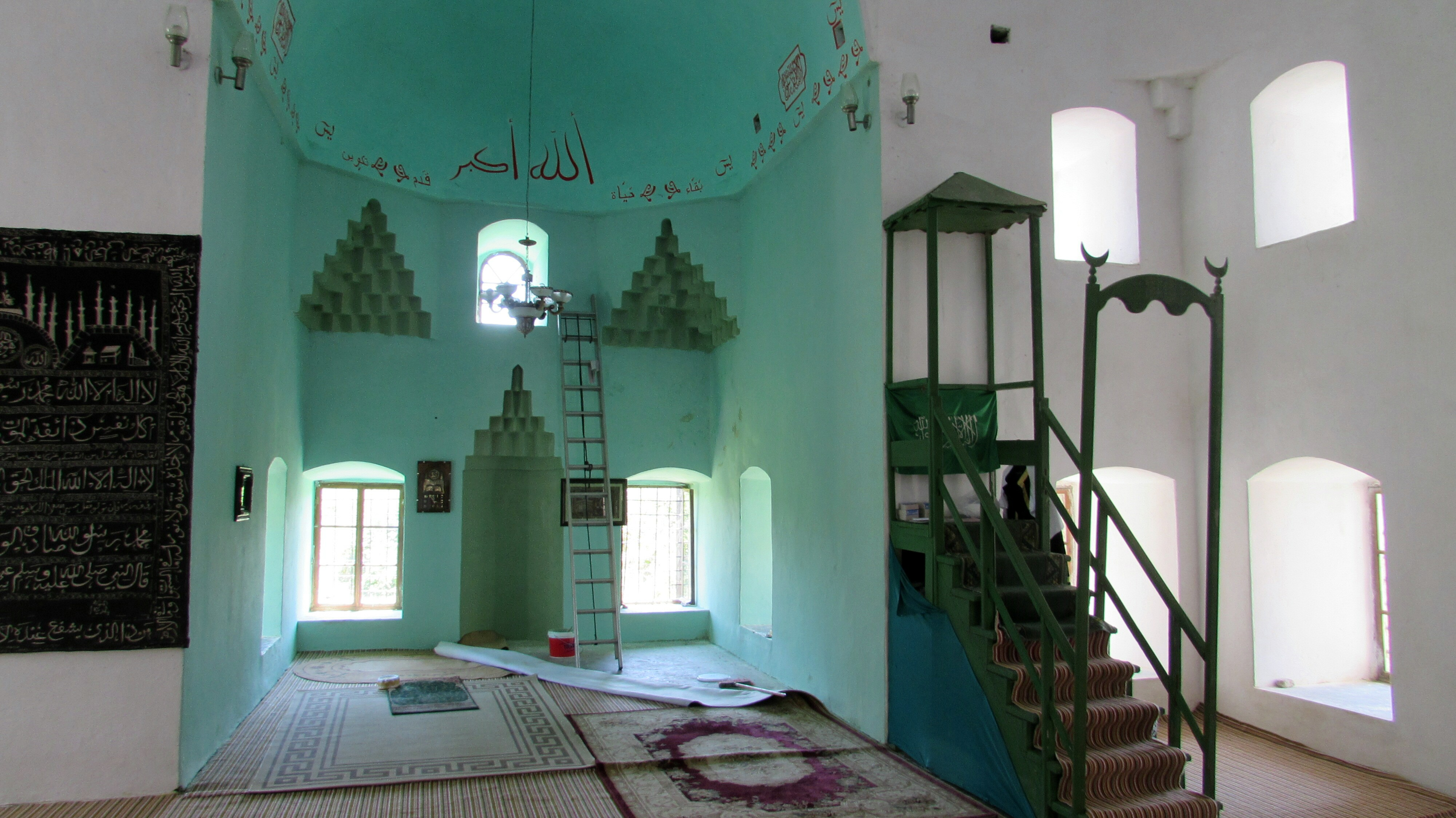
Innenraum nach der ersten Renovierung 2011